# Philodromus latrophagus
Philodromus latrophagus este o specie de păianjeni din genul Philodromus, familia Philodromidae, descrisă de Levy, 1999.
Este endemică în Israel. Conform Catalogue of Life specia Philodromus latrophagus nu are subspecii cunoscute.